# Tihvonjärvi
Tihvonjärvi är en sjö i kommunen Kuopio i landskapet Norra Savolax i Finland. Sjön ligger 97,1 meter över havet. Den är 13,51 meter djup. Arean är 1,26 kvadratkilometer och strandlinjen är 14 kilometer lång. Sjön  ingår i Vuoksens huvudavrinningsområde.   Den ligger omkring 19 kilometer nordöst om Kuopio och omkring 350 kilometer norr om Helsingfors. 
I sjön finns ön Tihvonsaari. 